# یواس‌اس مدیا (ای‌کی‌ای-۳۱)

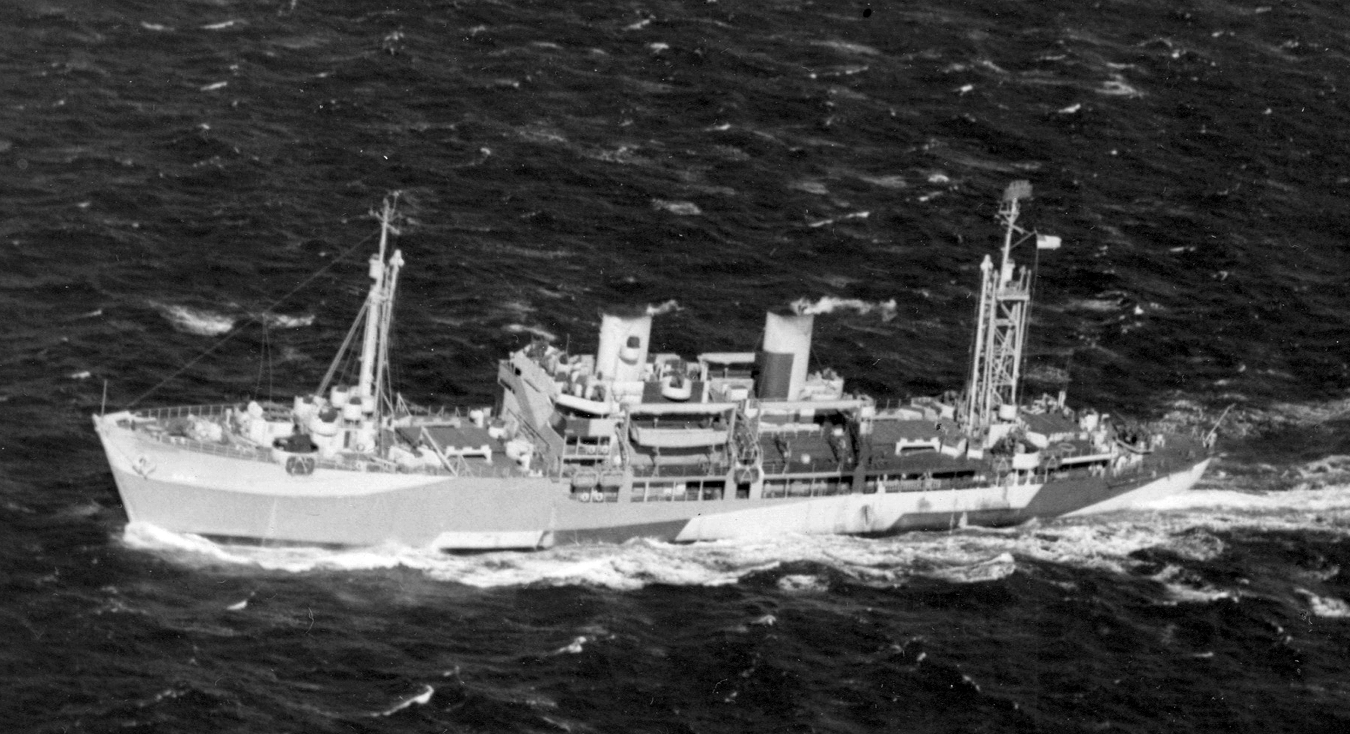
یو اس اس مدیا (ای کی ای ۳۱-)

یواس‌اس مدیا (ای‌کی‌ای-۳۱) (به انگلیسی: USS Medea (AKA-31)) یک کشتی بود که طول آن ۴۲۶ فوت (۱۳۰ متر) بود. این کشتی در سال ۱۹۴۴ ساخته شد.